# 熊本市立桜木中学校
熊本市立桜木中学校（くまもとしりつ さくらぎちゅうがっこう）は、熊本県熊本市東区桜木四丁目にある市立中学校。

## 沿革
- 1994年 - 熊本市立東野中学校より分離し開校

## 歴代校長
- 1994年 ‐ 宮脇喜之
- 1997年 ‐ 山並信久
- 2003年 - 木山俊夫
- 2006年 - 前川隆道
- 2009年 - 上原明徳
- 2015年 - 中居勝
- 2022年 - 香山悟

## 校舎
桜木中学校の校舎は、熊本市の姉妹都市であるドイツ・ハイデルベルク市のハイデルベルク城をモデルとしたデザインである。また、国旗・校旗掲揚の際は、熊本県の旗と熊本市の旗、そして桜木中学校の校旗を掲げる。

## 委員会
常任委員と学習委員の二つがある｡

### 常任委員
- 学級委員
- 生活委員
- 体育委員
- 文化・厚生委員
- 保健委員
- 美化委員
- 図書委員
- 給食委員
- 緑化委員

### 学習委員
- 国語係
- 社会係
- 数学係
- 理科係
- 英語係
- 音楽・美術係
- 技術・家庭科係
- 道徳・総合係
- 保健体育係（体育委員が兼任）

## クラブ活動

### 運動部
- 男子バレーボール部
- 女子バレーボール部
- 男子バスケットボール部
- 女子バスケットボール部
  - 2002年 - 全国中学校バスケットボール大会にて準優勝
- 男子ソフトテニス部
- 女子ソフトテニス部
- 男子バドミントン部
- 女子バドミントン部
- 剣道部
- 野球部
- サッカー部
- 水泳部

### 文化部
- コンピュータ部
- 吹奏楽部
- 美術部
- 日本伝統文化部

## 学校周辺
- 益城熊本空港IC
- 沼山津神社
- 沼山津遺跡
- 小楠公園
- セブンイレブン
- 桜木小学校
- 桜木東小学校

## 主な卒業生
- 藤吉佐緒里 - バスケットボール選手
- 田中瑞希 - プロゴルファー